# Sindrome di Pollyanna

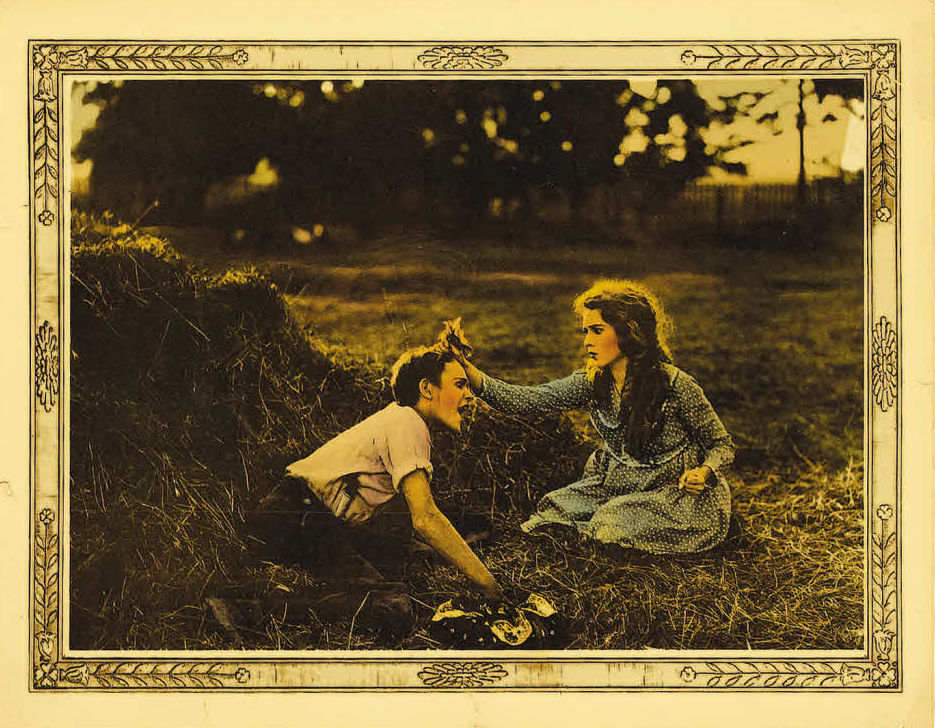
Pollyanna in una cartolina degli anni '20

La sindrome di Pollyanna è la tendenza a ricordare oggetti ed eventi piacevoli più accuratamente di quelli spiacevoli. È stata descritta da Margaret Matlin and David Stang nel 1978.

## Definizione
La psicologia cognitiva «parla di ottimismo idiota», ingenuo od ottuso, associandolo alla cosiddetta "sindrome di Pollyanna", dal nome di un famoso romanzo scritto nel 1913 dalla statunitense Eleanor Hodgman Porter (1868-1920) e che ha ricevuto due adattamenti cinematografici, Il segreto della felicità nel 1920 e il film Disney Il segreto di Pollyanna nel 1960, oltre ad aver ispirato una nota serie animata giapponese degli anni '80. La sindrome è difatti un'idealizzazione, un'estremizzazione del "gioco della felicità" che la protagonista mette in atto trovando lati positivi anche negli episodi avversi. «Tale sindrome consiste nel percepire, ricordare e comunicare in modo selettivo soltanto gli aspetti positivi delle situazioni, ignorando quelli negativi o problematici. [...] La credenza finale è [...] nella terra come un Eden».